# Баглай Левко
Левко́ Багла́й  — (псевдо «Дмитро», «Чабан», «Радист»; *9 серпня 1925, с. Базниківка, нині Тернопільського району Тернопільської області — 22 травня 1951, Польща) — український військовик, громадський діяч.

## Життєпис
У 1944—1945 роках воював в Українській національній армії. Потрапив у полон до англійців, 1948 звільнений, проживав у м. Ноттінгем.
Голова відділу Союзу українців у Великій Британії. У лютому 1951 погодився бути розвідником в Україні. Згодом Баглая перекинули літаком у Польщу, де він загинув неподалік Любачева у Синівських лісах.